# Wanda Landowska
Wanda Alexandra Landowska (5. července 1879, Varšava – 16. srpna 1959, Lakeville, Connecticut) byla cembalistka polského původu. Byla odbornicí na hudbu 17. a 18. století a velkou propagátorkou cembala, která významně přispěla k návratu tohoto nástroje na koncertní pódia v první polovině 20. století.

## Život
Wanda Landowska se narodila ve Varšavě, její otec byl právník a matka překladatelka a lingvistka. Od čtyř let hrála na klavír, učil ji nejprve Jan Kleczyński, a posléze na varšavské konzervatoři Aleksander Michałowski. Po dokončení konzervatoře odjela do Berlína, kde studovala hru na klavír u Moritze Moszkowského a skladbu u Heinricha Urbana.
V roce 1900 se přestěhovala do Paříže, provdala se za folkloristu Henryho Lewa a začala se naplno věnovat studiu hudby 17. a 18. století. Vyučovala klavír na pařížské hudební škole Schola Cantorum, a zpočátku také hrála na klavír Bachovy koncerty, ale byla čím dál víc přesvědčená, že pro barokní hudbu je cembalo vhodnějším nástrojem než klavír. V roce 1903 na cembalo poprvé veřejně hrála a poté s ním začala vystupovat po celé Evropě včetně Ruska, kde svou hrou zaujala mimo jiné i Lva Nikolajeviče Tolstého.
Kromě vlastního hraní psala odborné články o hře na cembalo, kde také nástroj obhajovala vůči tehdejší kritice. Cembalo bylo považováno za překonaný nástroj, který se nehodí ke koncertování zejména kvůli svému slabému zvuku. Landowska ukazovala, že cembalo má na koncertních pódiích stále své místo. Studovala a sbírala staré nástroje a také pro ni také firma Pleyel vyrobila podle jejích vlastních návrhů několik nových nástrojů, které používala na koncertech. Jedná se o robustní typy s šestnáctistopým rejstříkem, které se stavbou podobají klavíru.
Od roku 1913 vyučovala cembalo na berlínkské Hochschule für Musik. Po válce se vrátila do Paříže a pokračovala v koncertování na klavír i cembalo. Vedle barokní hudby hrála také nové skladby, které pro ni napsali soudobí skladatelé – koncerty pro cembalo jí věnovali například Francis Poulenc (Concert champêtre) nebo Manuel de Falla (Koncert pro cembalo). V roce 1925 se usadila v pařížském severním předměstí Saint-Leu-la-Fôret a založila zde svou hudební školu École de Musique Ancienne, do které se sjížděli studenti z celého světa.
Po německé invazi do Francie v roce 1940 emigrovala do Spojených států, kde nakonec zůstala i po skončení války. I v poměrně vysokém věku byla stále aktivní, s velkým ohlasem vystupovala a vyučovala. V průběhu několika let pořídila nahrávky všech skladeb Dobře temperovaného klavíru Johanna Sebastiana Bacha. Toto dílo dokončila v roce 1954 ve věku 75 let.

## Význam
Wanda Landowska byla velmi výraznou a respektovanou hudební osobností, která měla zásadní vliv na obnovení zájmu o cembalo na počátku 20. století. Položila základy moderní cembalové techniky. Její vlastní hra se vyznačovala ohromnou živostí a barvitostí, přitom ale zároveň prosazovala analytický přístup a historicky poučenou interpretaci barokní hudby.
Vedle koncertování a nahrávání celý život hudbu vyučovala a dále šířila své ideje prostřednictvím odborných článků; část z nich byla později společně vydána v knize Landowska on Music (New York, 1965).